# 科波拉克區 (埃斯皮納爾省)
科波拉克區（西班牙語：Distrito de Coporaque），是秘魯的一個區，位於該國南部庫斯科大區的埃斯皮納爾省，始建於1834年8月29日，面積1,564.46平方公里，海拔高度3,942米，2005年人口14,986，人口密度每平方公里9.6人。